# Voh
Vóh je eden od petih čutov. Pri vohanju z receptorji v nosu zaznavamo prisotnost plinov v vdihanem zraku. Pomemben je za iskanje in ocenjevanje hrane, pri izbiri partnerja ter za zaznavanje bližine plenilcev ali plena. Čutnice za voh so primarne čutnice, kar pomeni, da informacijo same prenesejo do centralnega živčnega sistema. Le-te so veliko občutljivejše od tistih za okus. Več kot imamo čutnih celic za voh, več različnih vonjav lahko prepoznamo in bolje vohamo.

## Specializacija
Čutilne celice čutila za voh so prirejene za zaznavanje hlapnih snovi v vdihanem zraku. Le-te potegnemo skozi nosnice v nosno votlino. Vohamo precej več različnih snovi, kot jih lahko okušamo. Nimam toliko različnih vohalnih čutnic, da bi lahko bila vsaka specializirana za posebno snov. Imamo nekaj osnovnih čutnic, ki so specializirane za sorodne kemične snovi, vendar sposobne zaznavanja tudi drugih kemičnih snovi.

## Osnovni princip delovanja
Sprejemni deli vohalnih celic so vgrajeni na sluznico na krpatih robovih nosne votline v obliki čutilnih izrastkov, ki molijo iz bunkastega dela vohalne sluznice. Na njih se nahajajo različne receptorske beljakovine, nanje se vežejo različne kemijske snovi. Čutilne celice potem te impulze pripeljejo v možgane s svojimi dolgimi izrastki. Pri vohanju različnih vonjav gre za kombinacijo različno vzburjenih čutnic.

## Bolezni
Če imamo ob prehladu vohalne receptorje zelo zalite z nabreklo sluznico, tudi vohamo precej slabše kot ponavadi. Takrat namreč sluz prekrije čutne celice, zaradi česar se kemične snovi v zraku slabše vežejo nanje. Enako se lahko voh poslabša, če imamo zelo suho nosno sluznico. Takrat se namreč snovi, ki se nahajajo v zraku, ne morejo vezati na čutne celice. 